# Oleh Lyzohub
Oleh Lyzohub (rusky Oleg Lizogub, cyrilicí Олег Лизогуб; * 30. července 1973) je bývalý ukrajinský fotbalový obránce.

## Fotbalová kariéra
Na Ukrajině hrál za Myronivku a C-mužstvo Dynama Kyjev, poté se přesunul na Slovensko, kde nastupoval za Slavoj Piešťany. V České republice se poprvé objevil na jaře 1995 v druholigovém Turnově.
Poté hrál nejvyšší soutěž ČR za FC Slovan Liberec a FK Teplice, v lize nastoupil k 50 ligovým utkáním, branku nevstřelil. Ve druhé lize hrál i za Bohemians a Tatran Poštorná.
V nižších soutěžích hrál i za FK Mutěnice, TJ Starý Poddvorov, FK Valtice a TJ Sokol Hlohovec (od 16.08.2018).

## Ligová bilance
| Ročník                          | Zápasy | Góly | Minuty | Klub              |
| ------------------------------- | ------ | ---- | ------ | ----------------- |
| 1. česká fotbalová liga 1995/96 | 21     | 0    | 1769   | FC Slovan Liberec |
| 1. česká fotbalová liga 1996/97 | 8      | 0    | 446    | FC Slovan Liberec |
| 1. česká fotbalová liga 1996/97 | 12     | 0    | 1068   | FK Teplice        |
| 1. česká fotbalová liga 1997/98 | 9      | 0    | 682    | FC Slovan Liberec |
| CELKEM                          | 50     | 0    | 3965   |                   |